# 데버러 메일맨
데버라 메일먼(Deborah Mailman, 1972년 7월 14일 ~ )은 오스트레일리아의 배우이다. 오스트레일리아 토착민과 마오리족 혈통을 갖고 있다.

## 출연 작품

### 영화
- 북 오브 레버레이션 (2006)
- 모험왕 블링키 (2015) - 블링키 엄마 역
- 오드볼 (2015, Oddball)
- 네 얼간이와 장례식 (2017)

### 텔레비전
- 클레버맨 (2016-17, Cleverman)